# Орден Давида Будівельника
Орден Давида Будівельника — державна нагорода Грузії, заснована рішенням Парламенту Грузії 24 грудня 1992. Орден Давида Будівельника призначається для нагородження цивільних, військових та духовних осіб за значну працю на благо Грузії, незалежність, демократію та суспільну консолідацію.

## Положення про нагороду
Орден Давида Будівельника вручається цивільним, військовим та духовним особам за величезний внесок на благо країни, боротьбу за незалежність Грузії і її відродження, і значний внесок у справу соціальної консолідації та розвитку демократії.

## Нагороджені
1. Ілля II, католикос-патріарх Грузії (1997)